# Consell comunal de Mondercange
El consell comunal de Mondercange (francès: Conseil communal de Mondercange) és el consell local de la comuna de Mondercange, al sud de Luxemburg.
És constituït per onze membres, elegits cada sis anys per representació proporcional. Les darreres eleccions foren el 9 d'octubre de 2005, resultant en la victòria del Partit Socialista dels Treballadors (PST). Al collège échevinal, el PST forma coalició amb el Partit Popular Social Cristià, que és el segon partit més representat, i està liderat per Dan Kersch, del PST i alcalde de Mondercange.
| Partit                                                             | Partit                                             | Escons | Consellers                                                                                |
| ------------------------------------------------------------------ | -------------------------------------------------- | ------ | ----------------------------------------------------------------------------------------- |
|                                                                    | Partit Socialista dels Treballadors (PST)          | 5      | Marc Fancelli, Dan Kersch, Jean Orlando, René Pizzaferri, Marie-Thérèse Sannipoli-Mehling |
|                                                                    | Partit Popular Social Cristià (PPSC)               | 4      | Arnould Dondelinger, Jeannot Fürpass, Norbert Haupert, Jean-Claude Schanan                |
|                                                                    | Partit Democràtic (PD)                             | 2      | Claude Hemmer, André Schmit                                                               |
|                                                                    | Partit Reformista d'Alternativa Democràtica (PRAD) | 1      | Michèle Retter                                                                            |
|                                                                    | Els Verds                                          | 1      | Servais Quintus                                                                           |
| Font: Commune of Mondercange Arxivat 2004-02-24 a Wayback Machine. |                                                    |        |                                                                                           |